# Wort und Wahrheit
Wort und Wahrheit war der Titel einer österreichischen Monatszeitschrift für Religion und Kultur.
Die Zeitschrift wurde im April 1946 von Monsignore Otto Mauer und Karl Strobl gegründet. Die in Wien erscheinende Zeitschrift (Mitherausgeber waren ab 1947 Otto Schulmeister, Anton Böhm und Karlheinz Schmidthüs) setzte sich für die Modernisierung der katholischen Kirche ein und genoss internationales Ansehen. Nach Mauers Tod 1973 wurde sie eingestellt.
In „Wort und Wahrheit“ schrieben regelmäßig neben den Herausgebern auch Friedrich Heer, Franz Tumler, Franz König, Kurt Schubert, Gerhard Drekonja und Ida Friederike Görres.
1961, ein Jahr vor Beginn des Zweiten Vatikanischen Konzils, veranstaltete die Zeitschrift „Wort und Wahrheit“ eine Rundfrage unter Katholiken des deutschen Sprachraums über den Zustand der Kirche: „Was sind Ihrer Meinung nach die vordringlichsten Fragen, die sich aus der Situation der Kirche in der Welt von heute stellen?“ und „Welche konkreten Maßnahmen würden Sie zur Lösung dieser Fragen besonders befürworten?“